# Norasjön, Medelpad
Norasjön är en sjö i Sundsvalls kommun i Medelpad och ingår i Selångersåns huvudavrinningsområde. Sjön har en area på 0,436 kvadratkilometer och ligger 152,5 meter över havet. Sjön avvattnas av vattendraget Selångersån.

## Delavrinningsområde
Norasjön ingår i det delavrinningsområde (693207-155894) som SMHI kallar för Utloppet av Norasjön. Medelhöjden är 227 meter över havet och ytan är 4,73 kvadratkilometer. Räknas de 21 avrinningsområdena uppströms in blir den ackumulerade arean 104,03 kvadratkilometer. Avrinningsområdets utflöde Selångersån mynnar i havet. Avrinningsområdet består mestadels av skog (80 procent). Avrinningsområdet har 0,43 kvadratkilometer vattenytor vilket ger det en sjöprocent på 9,2 procent.